# Estadio Roberto Lorenzo Bottino
Das Estadio Roberto Lorenzo Bottino (deutsch Roberto-Lorenzo-Bottino-Stadion) ist ein Fußballstadion in der argentinischen Stadt Tres Arroyos in der Provinz von Buenos Aires. Es wurde 1989 fertiggestellt und fasst heute 15.000 Zuschauer. Der Fußballverein Huracán de Tres Arroyos trägt hier seine Heimspiele aus.

## Namensgebung
Benannt ist es nach dem Stürmer und späteren Präsidenten des heimischen Fußballvereins Roberto Lorenzo Bottino (* 1923; † 2005), der sich um den Verein sehr verdient gemacht hat. Seine sterblichen Überreste sind im Stadion begraben.